# Sverige under depressionen
Sverige under depressionen präglades som i resten av världen av finanskris, massarbetslöshet och politisk oro.
Den stora depressionen inleddes 24 oktober 1929 med en börskrasch på New York-börsen och därmed en långvarig och djup lågkonjunktur. Denna händelse spred sig runt om i världen och påverkade såväl Europa som Sverige. Effekten på Sveriges ekonomi och politik var relativt andra länder kortvarig och förhållandevis mild. 

## Bakgrund

### Kraschen i New York
Den 24 oktober 1929 kraschade Wall Street börsen i New York. Under flera dagars tid fortsatte aktiekurserna i USA att sjunka. Den 29 oktober utmynnade kraschen i försök till stödköp, vilket misslyckades och ledde till att allmänheten förlorade förtroendet till börsen samt till att många panikartat bjöd ut sina aktier för försäljning. Kursförlusterna under vad man kallar "Wall Streets svarta vecka" uppgick till 50 miljarder USD. Antalet enskilda individer och företag som ruinerades under denna tid växte lavinartat. Allvarligast var dock de dystra framtidsutsikterna. Den bräckliga efterkrigsekonomin i Europa var under den här tiden fullständigt beroende av amerikansk draghjälp och många drog därför slutsatsen att om en amerikansk börskrasch var inledningen till en ekonomisk depression i USA, skulle efterskalvet i Europa med stor säkerhet bli katastrofalt. Den 30 oktober spreds stor oro från kraschen i New York vidare till bland annat Stockholmsbörsen. Spänningen var hög i samband med börsens öppnande denna dag men till en början syntes inga stora förändringar. Men då turen kom till Kreuger & Toll Debentures piskades stämningen upp ordentligt. Börschefen tvingades då koppla ur det elektriska budgivningssystemet och istället tilläts aktiemäklarna att exklamera sina bud.

### Bankkriser i Europa

#### Österrike
Den 11 maj 1931 genomled den österrikiska banken Credit-Anstalt stora svårigheter vilket ansågs vara ett första tecknet på en kommande, mer djupgående kris. Verksamheten gick med en förlust på cirka 140 miljoner schilling under verksamhetsåret, vilket snarast meddelades till regeringen. Credit-Anstalt finansierade under den här tiden många av landets mest betydelsefulla industribolag och hade för övrigt starka internationella förgreningar och intressen. Den österrikiska regeringen beslöt sig för att i förebyggande syfte stödja banken ekonomiskt med upp mot 100 miljoner schilling och även landets centralbank och familjen Rothschild bistod banken med 30 miljoner schilling vardera. Medlen som ställdes till bankens förfogande fanns aldrig inom landet vilket ledde till att totalt tio europeiska centralbanker ingrep genom att stödköpa österrikisk valuta. En månad senare växte den finansiella krisen i Österrike till en regeringskris som så småningom ledde till att ett nytt kabinett tillträdde.

#### Tyskland
Den 13 juli 1931 nådde den internationella bankrisen sin höjdpunkt då det tyska samt det internationella betalningssystemet nådde en kortvarig kollaps. Vid denna tidpunkt var det fullständigt omöjligt att bromsa de utländska fordringsägarnas rusning att hindra. Den tyska centralbankens chef försökte under den här tiden förhandla med flera olika länder för att rädda de återstående tillgångarna hos banken men misslyckades i sitt försök att bromsa de inhemska fordringsägarnas uppträdande. När ett av de mest ansedda kreditinstituten Darmstädter und Nationalbank ställde in sina betalningar utlöstes en kedjereaktion med panikartade anstormningar mot samtliga banker som så småningom nådde länder som exempelvis Sverige. Anstormningarna orsakade en krasch i den tyska betalningsförmedlingen vilket sedan ledde till att regeringen i ett försök att förhindra ett fullständigt sammanbrott stängde samtliga börser med stöd av en juridisk nödförordning. Många banker i andra europeiska länder, inklusive Sverige, hamnade då i stora betalningssvårigheter och tvingades att stänga tillfälligt.

#### Sverige
För Sveriges del blev depressionen ganska kortvarig. År 1930 var det fortfarande högkonjunktur och 1934 var BNP högre än då, trots Kreugerkraschen 1932. Den Kreugerägda Skandinaviska Banken fick ett lån av Riksgäldskontoret för att förhindra konkurs. Den hade efter hans självmord tagit över riksbankskrediterna eftersom banken gått i borgen för dem. En konkurs hade drabbat finansväsendets stabilitet svårt men med lånet lyckades statsmakterna begränsa återverkningarna i banksektorn.

## Sveriges påverkan och inblandning
I Sverige fördröjdes verkningarna av krisen något år. Näringslivet hade redan rationaliserats kraftigt och statsfinanserna var i god ordning. Detta fick många svenskar att tro att man kunde hålla depressionen utanför gränserna. Men för ett exportberoende land som Sverige visade sig detta vara omöjligt, när världshandel under loppet av 4 år rasade med två tredjedelar. Under denna tid halverades den svenska exporten vilket i sin tur ledde till att arbetslösheten pressades upp till rekordhöga 20 %. Krisen blev värre hos allmänheten när finansmannen Ivar Kreuger dessutom sköt sig själv i mars år 1932. Då många framstående framstegsoptimisters idol plötsligt visade sig vara en slags bedragare och hans världsomspännande finanskoncern byggd på tändsticksbolaget upplöstes, blev inställningen till marknaden allt mer pessimistisk. En av de som hade förutspått depressionen var svensken Gustav Cassel. År 1928 varnade han amerikanerna för konsekvenserna av att ha drivit upp penningmängden och sedan plötsligt inlett en deflationspolitik. USA:s penningmängd minskade senare med nästan en tredjedel, vilket saboterade den amerikanska ekonomin och var en bidragande faktor till depressionen.

## Regeringen

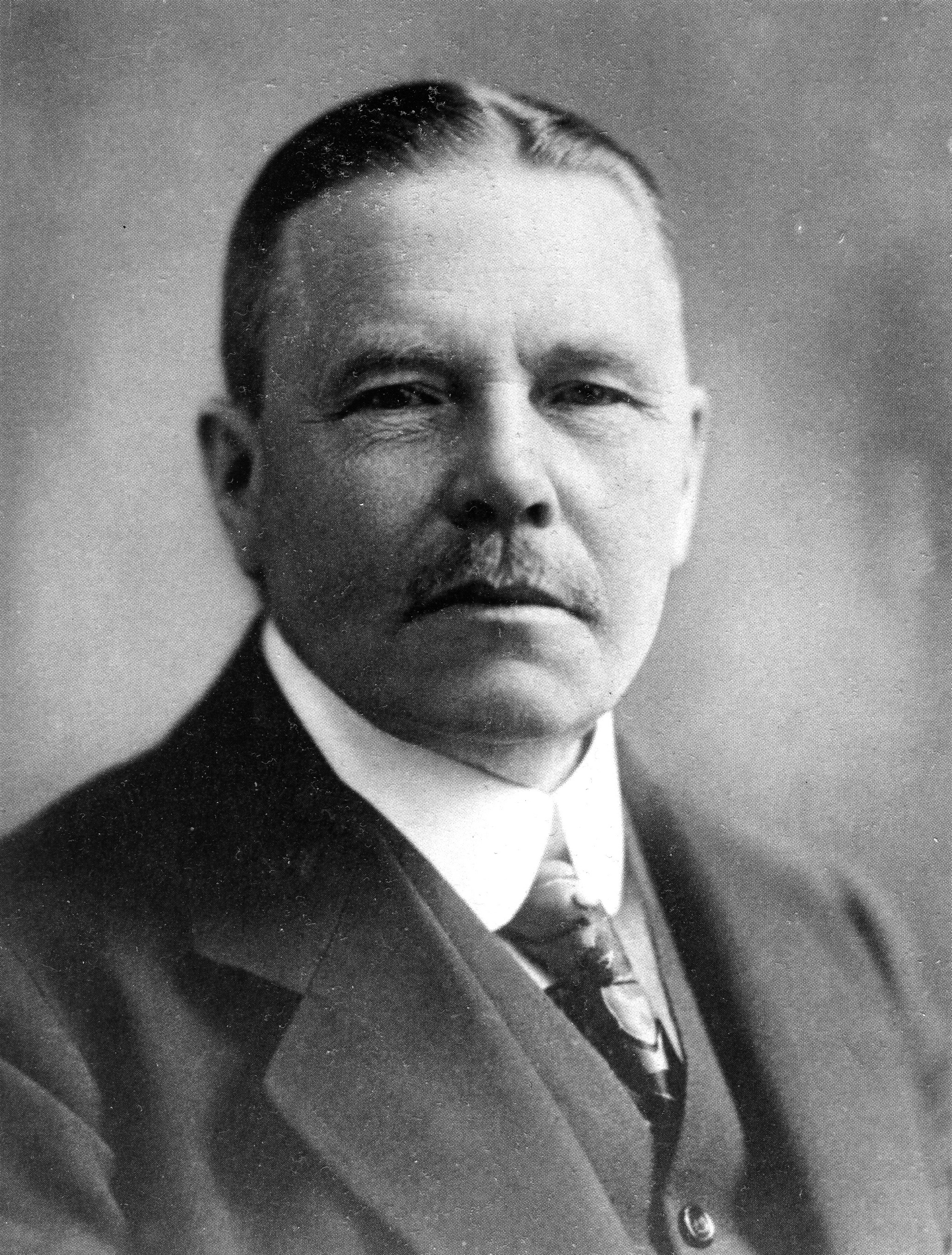
Arvid Lindman

### Arvid Lindman
Efter Hjalmar Brantings död 1925 hade Per Albin Hansson utsetts till partiledare för socialdemokraterna. Då Liberalerna utträdde ur regeringen Ekman 1928 tog en högerregering under Arvid Lindman vid. Den politiska verksamheten dominerades alltjämt under 1930-talet av de sociala och ekonomiska frågorna. Bland annat beviljades statsunderstöd åt arbetslöshetsförsäkring och socialpolitiken fortsatte att byggas ut bland annat genom reform av folkpensioneringen som en konsekvens av att den stora depressionen spridit sig från USA till Europa och även Sverige.

### Carl Gustaf Ekman
Liberalen Carl Gustaf Ekman förde en traditionell hushållningspolitik, som gick ut på att försöka hålla tillbaka de offentliga utgifterna samtidigt som produktionskostnaderna för näringslivet skulle sänkas. Vid den uppkomna jordbrukskrisen försökte Lindman införa omfattande stödåtgärder men misslyckades och avgick i juni 1930. C.G. Ekman bildade då åter regering, denna gång utan liberalt stöd. Den allmänna ekonomiska krisen drabbade nu även industrin, och den sociala oron ökade. Efter Kreugerkraschen som inträffade våren 1932 framkom att C.G. Ekman för Frisinnade folkpartiet fått finansiellt understöd i form av ca 100 000 kr av Ivar Kreuger. När transaktionerna avslöjades försökte han förneka detta trots att han omnämndes i Ivar Kreugers personliga dagbok där de antyddes att han tagit emot stora summor pengar. Hans försök att bortförklara det verkliga sakläget gjorde honom omöjlig som politiker varför han ersattes i augusti som statsminister av Felix Hamrin.

### Per Albin Hansson
När socialdemokraterna väl vunnit den långa segdragna striden om allmän rösträtt, gick luften en smula ur partiet, och Per Albin Hanssons första val som partiledare år 1928 blev en stor förlust. Med begreppet "folkhemmet" och en annan inställning till depressionen ökade Per Albin Hansson dock sitt stöd hos väljarna. Efter valet 1932 fick han i uppdrag att bilda en rent socialdemokratisk regering utan egen majoritet. Därmed inleddes socialdemokratins långa regeringsinnehav, som varade i 44 år med ett kort avbrott sommaren 1936. En viktig anledning till valvinsten var den direktsände partiledardebatt som sändes Sveriges Radio den 19 september 1932. Radiotjänsten bjöd in partiledarna för samtliga riksdagsparter och temat för sändningen benämndes "Partierna och den ekonomiska krisen". Fem dagar senare valdes Per Albin Hansson  till Sveriges statsminister i den nya socialdemokratiska regeringen. Vid sin sida hade han bland annat finansminister Ernst Wigforss och socialminister Gustav Möller. Valresultatet påverkades starkt av Kreugerkraschen, skotten i ådalen, jordbrukskrisen och arbetslösheten som alla skedde under Frisinnade folkpartiets styre.

## Riksbanken

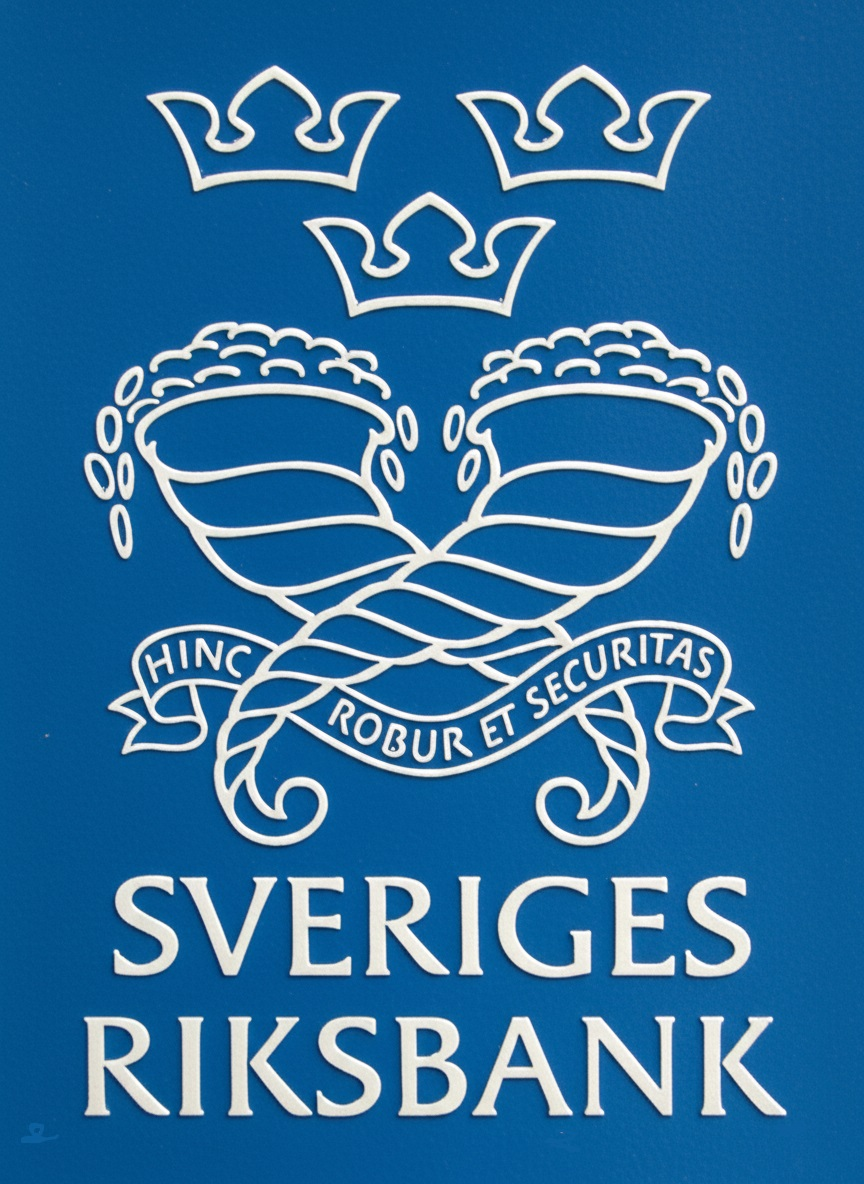
Riksbanken Skylt

Ivar Rooth (1888–1972) tog över som riksbankschef ungefär samtidigt som krisen nådde Sverige. Han föddes i Stockholm, tog juristexamen vid Uppsala Universitet och jobbade innan han kom till Riksbanken på Svenska Handelsbanken och som ordförande i Stockholms taxeringsnämnd. Rooth fick hantera en ekonomi präglad av både Kreugerkraschen 1932  och andra världskriget.
På sin hemsida beskriver Riksbanken den stora depressionen på följande sätt:
"Börskraschen på Wall Street utlöste en finanskris, som så småningom skakade banker i Österrike och Tyskland och ledde till en global depression. Krisen ledde till att Storbritannien, vars valuta fortfarande var central för den globala handeln, lämnade guldmyntfoten hösten 1931, och Sverige och många andra länder följde efter. Frågan var hur Sverige skulle styra sin penningpolitik när penningvärdet inte längre bestämdes av metallvärdet på guld. Penningvärdet stod i centrum och framför allt var man orolig för ett allmänt prisfall, deflation. Som första centralbank i världen fick Riksbanken därför inhemsk prisstabilisering som mål för penningpolitiken. Det innebar att både inflation och deflation skulle bekämpas."

## Ådalshändelserna

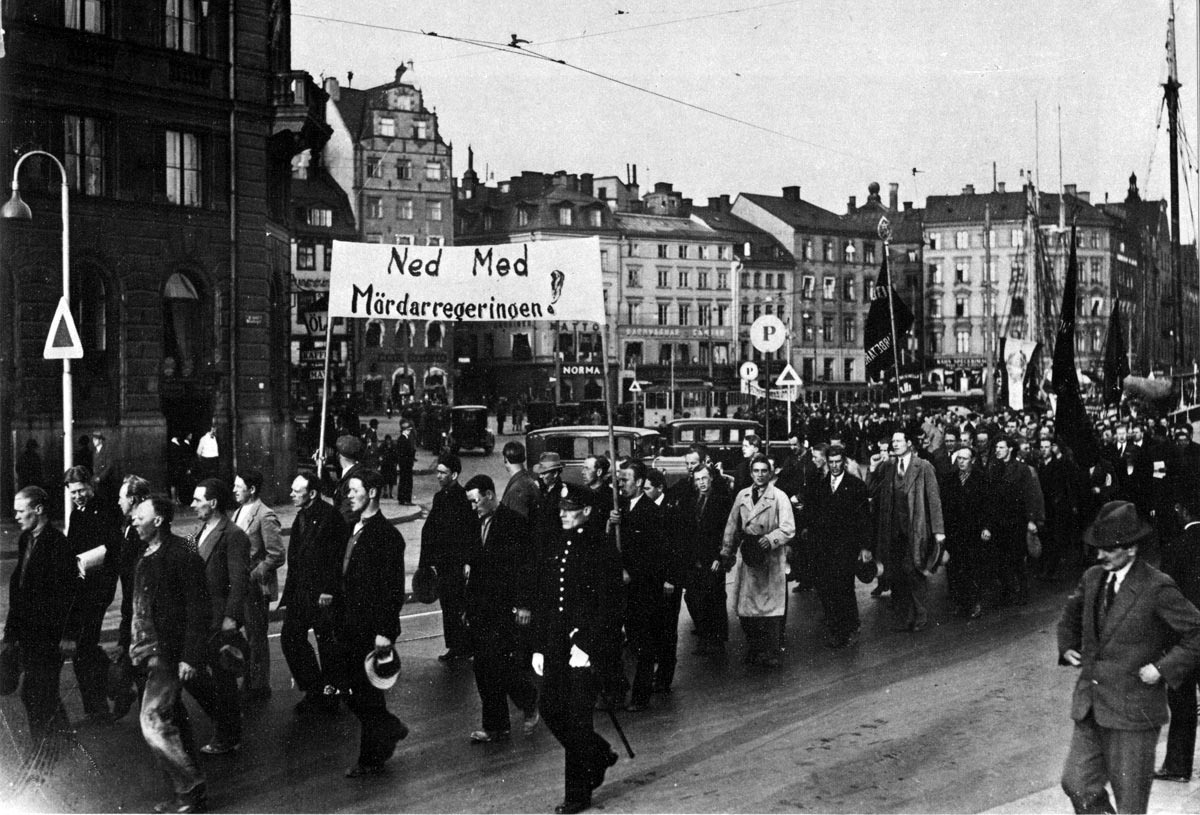
Ådalshändelserna

I Sverige ökade arbetslösheten under depressionen som en konsekvens av den minskade exporten; i synnerhet gruv- och skogsindustrierna i Norrland drabbades hårt. Den 14 maj 1931 sköts fem personer ihjäl av militärer som öppnade eld mot demonstrerande arbetare vid Lunde i Ådalen. Händelsen är unik i den svenska arbetarrörelsens historia och ledde till en tvåveckors strejk i hela ådalen samt stora demonstrationer på andra platser runt om i landet. Upprinnelsen till händelsen var den strejk vid Marmaverken i Hälsingland som bröt ut under 1930-talet då arbetarrörelsen vägrat godta en upphandlad lönesänkning. Under januari år 1931 gick därför arbetare vid Graningeverkens fabriker ut i sympatistrejk. Chefen för Marmaverken, Gérard Versteegh, är samtidigt stor aktieägare i Graningeverken. Den 13 maj anlände ångaren Milos till Sandviken för lastning. Efter ett protestmöte tar sig sedan en grupp arbetare sig in på hamnområdet. Totalt tre stycken strejkbrytare hissas då upp ur lastrummet på Milos och misshandlas, varpå länsstyrelsen rekvirerar militärt stöd. På kvällen kastas sten mot den anländande militärerna som svarar med rökgasbomber. Efter ett protestmöte i Frånö går då en spontan demonstration emot Lunde. Vid strejkbrytarnas barack har samtidigt militär gått i eldställning. Sedan ridande polis misslyckats med att stoppa tåget ger befälhavaren order först om varningsskott och sedan om verkningseld. Fem stycken arbetare dödas och fem stycken såras.

## Guldmyntfoten
Sverige avskaffade guldmyntfoten den 27 september 1931, vilket gjorde att Riksbanken frånsade sig skyldigheten att lösa in svensk valuta mot motsvarande värde i guld. Danmark och Norge genomförde samma reform ungefär samtidigt. På grund av det europeiska valutasystemets kris antog man denna åtgärd för att långsiktigt skydda den svenska valutan från alltför kraftig volatilitet. Åtgärden var en direkt konsekvens av främst det Europeiska sammanbrottet, Tysklands akuta skuldproblem tidigare i juli samma år och Englands beslut att lämna guldmyntfoten den 21 september i syfte att förhindra inflation av det brittiska pundet. Efterfrågan på utländska fordringar i Europa ledde i samband med börskraschen till att utländska placerare omvandlade sina tillgångar i europeisk valuta till guld som sedan fördes ut ur landet. För att stoppa den pågående dräneringen av Riksbankens tillgångar i guld och utländska valutor beslöt Sveriges regering att lämna samarbetet kring guldmyntfoten. För övrigt motiverades utträdet med att Sverige på grund av sin inblandning i guldmyntfoten nekades internationella lån i syfte att stärka kronan. Samtidigt som utträdet höjde riksbanken räntan från 3 % till 8 % och all export av guld förbjöds. Höjningens syfte var att bevara kronans inhemska köpkraft trots att den internationellt sett minskade. En konsekvens av detta och kronans fall var att utländska varor och tjänster blev avsevärt dyrare.

## Kreugerkraschen

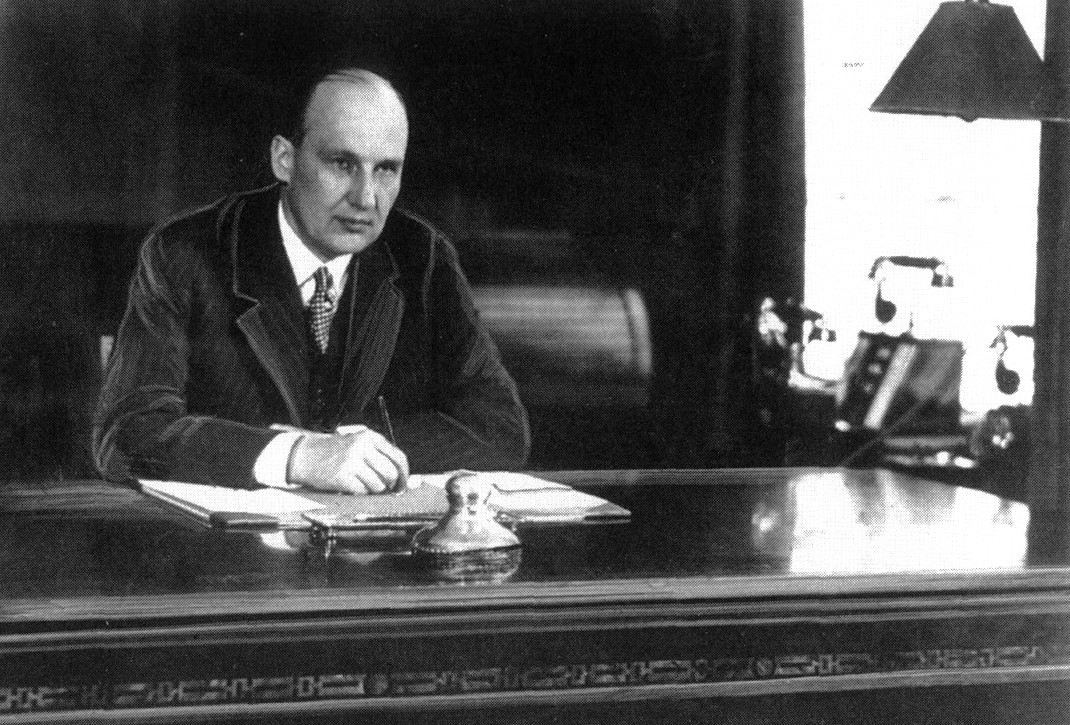
Ivar Kreuger

Den 16 april 1932, några dagar efter finansmannen Ivar Kreugers död, lämnade en utredningskommission in den polisanmälan som kom att bli startskottet för Kreugerkraschen. Anledningen var att italienska obligationer till ett värde av 21 miljoner £ hade förfalskats av Kreuger själv. Revisionsfirman Price, Waterhouse & Company anlitades av kommissionen för att gå igenom bokföringen. Allt fler avslöjanden om oegentligheter framkommer under denna tid. Kreugers bokföring tydde på att koncernen gjorde stora vinster, men avslöjade att detta i hög grad var fiktivt då bolaget egentligen led av enorma skulder. Flera revisorer och direktörer ställdes vid denna tid inför rätta och blev dömda till fängelsestraff. De förhållandevis stora svenska innehaven av värdepapper kopplade till Kreugerkoncernen i kombination med oroligheterna i USA och Europa ledde till att många svenskar drabbades av hårt ekonomiskt under denna tid. Även de bolag som ingått alternativt ingått i Kreugerkoncernen drabbades väldigt hårt av kraschen.

## Stockholmsskolan

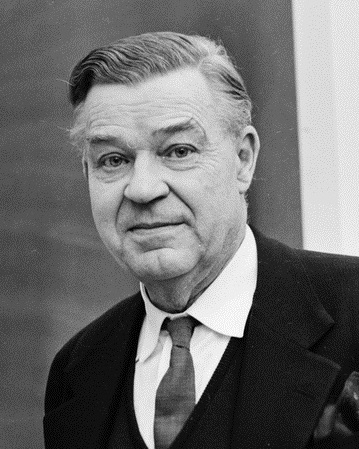
Gunnar Myrdal

Under tiden framträdde socialdemokraterna med en ny självsäkerhet i Sverige. I skuggan av depressionen hade de i viss mån fått ett bredare vetenskapligt nationalekonomiskt stöd för den icke-liberala politiken. Den då ej fullständigt formulerade Keynesianismen spreds samtidigt runt om i världen. I Sverige hade den så kallade Stockholmsskolan, med ekonomer som Gunnar Myrdal och Bertil Ohlin redan gjort likartade idéer gångbara i Sverige. Liberalism och kapitalismen ansågs av dessa ha en inneboende instabilitet och ansågs därmed vara föråldrad. Skolan förespråkade att denna instabilitet skulle motverkas av en aktivt konjunkturpolitik.  Genom bland annat minister Ernst Wigforss introducerades dessa idéer till socialdemokratin. Konsekvenserna blev ett politiskt program med en väl driven statlig hushållning och dirigering av ekonomiska krafter. Idéerna togs till en början emot väl då produktionsapparaten för många framstod som oorganiserad och även den statliga fördelningspolitiken hade fått bredare fäste. Liberalernas varning för att denna typ av politik hindrade välståndsökning och olika former av investeringar kunde nu bemötas med att det var konsumtionen och ej sparandet som var för litet. Därför ansåg skolan och därmed socialdemokratin att staten behövde öka allmänhetens konsumtionsförmåga genom omfördelning, skatter och lån.

## Sverige efter depressionen
Omvändningar inom det internationella finansväsendet växelverkade med den reella ekonomin. Bankkrascherna och aktieraset skrämde under den här tiden investerare från flera olika samhällsskikt. Få människor spenderade med pengar i onödan, då många sparade för att ha någonting kvar under den kris som kom. I flera länder blev det protektionistiska trycket starkt då regeringar förväntades skydda sina egna industrier, för att motverka den växande arbetslösheten. På många håll gick staten in i utrikeshandeln och krävde avtal om vad som skulle köpas och säljas samt hur det skulle betalas. Världshandeln förtvinande och arbetslösheten graverade. Nittonhundratrettiotalskrisen har länge spelat en viktig roll i den svenska samhällsdebatten, som varnande exempel men även som avstamp för nya idéer. Börskraschen, guldmyntfotens fall och arbetslösheten växte tvivel kring hur den svenska ekonomin borde organiseras. Statsminister Ekmans inblandning i Kreugeraffären blev  en belastning för den politiska liberalismen och således en bidragande orsak till att socialdemokratin och stockholmsskolan fick stort inflytande över Sveriges ekonomiska krishantering. Denna krispolitik blev i sin tur ett genombrott för den mer socialdemokratiskt och aktivistiska ekonomiska politiken. Depressionen blev trots detta grundare och kortare än i de flesta andra länder. Man anger att konjunkturomslaget kom i mitten av år 1930, men att avmattningen förblev svagare än på andra håll fram till finanskrisen år 1931. De svenska investeringarna låg förhållandevis högt 1930-1931. Trots avmattningen fortsatte anläggningsarbeten och bostadsbyggen att dra mycket offentliga resurser. När lågkonjunkturen var som djupast 1932 hade industriproduktionsindex bara sjunkit till 89 i Sverige (1929 var det 100) mot bland annat 84 i Storbritannien, 72 i Frankrike och 53 i USA och Tyskland. För den svenska finanssektorns del nådde krisen ett bottenlägen under sommaren samma år, då hela det svenska bankväsendet hotades av konkurser. Värst ut blev Skandinavbanken som övertog de Kreugerska riksbankskrediterna som  de hade gått i borgen för.
Att Sverige klarade krisen så pass bra berodde enligt Lennart Schön inte på någon expansiv finanspolitik, med underbalanserad budget för att finansiera allmänna arbeten, som ofta har framhållits i andra länder. Schön, som är professor i ekonomisk historia vid Lunds universitet, skriver att Sverige klarade sig eftersom man stod utanför världskrigen vid den period som brukar definieras som depressionens slut år 1939. Tack vare detta hade Sverige en fungerande industri medan de andra länderna i bland annat Europa var sönderbombade. Dessa länder hade under denna tid ett stort behov av stål och andra produkter som Sverige hade möjlighet att exportera, vilket i slutändan ledde till att Sverige fick ett ekonomiskt uppsving.